# Magliolo
Magliolo (ligur nyelven Magiö) település Olaszországban, Liguria régióban, Savona megyében. Lakosainak száma 958 fő (2023. január 1.). Magliolo Bardineto, Giustenice, Rialto, Tovo San Giacomo, Calizzano és Osiglia községekkel határos.

## Népesség
A település lakossága az elmúlt években az alábbi módon változott:
| Lakosok száma | 976  | 985  | 958  |
|               | 2017 | 2018 | 2023 |